# یوکو تپوزوکا
یوکو تپوزوکا (انگلیسی: Yōko Teppōzuka; ۷ مهٔ ۱۹۶۴ – ) صداپیشه اهل ژاپن بود. وی از سال ۱۹۹۱ میلادی تاکنون مشغول فعالیت بوده‌است.